# 나가시마 고다이
나가시마 고다이(일본어: 長島 滉大, 1998년 1월 26일~)는 일본의 축구 선수이다.

## 구단 경력
그는 2016년 일본 지역 리그의 FC 이마바리에 입단했다. 2017년부터 일본 풋볼 리그로 승격했다. 2019년 일본 풋볼 리그 3위를 기록하여 J3리그로 승격했다. 2021년까지 50경기에 출전하여, 8득점을 넣었다. 2021년 일본 풋볼 리그의 나라 클럽로 이적했다. 2023년 베르스파 오이타로 이적했다.